# Ludovica Albertoni
Ludovica Albertoni, conhecida também como Luíza Albertoni ou Ludovica Albertoni Cetera, (Roma, 1473 - Roma, 31 de janeiro de 1533), é uma beata cristã comemorada no dia 31 de janeiro.

## Vida e obras
Ludovica nasceu numa família rica e proeminente na nobreza romana. Desde cedo, ela foi uma dedicada cristã e desejou se manter uma virgem solteira para que pudesse "depender apenas de Cristo". Apesar disso, seus pais arranjaram-lhe um noivado e, em humilde obediência, ela se casou com o nobre Giacomo Della Cetera. Ludovica e seu novo esposo se mudaram para Trastevere, onde criaram três filhas. Porém, em 1506, quando Ludovica tinha apenas 33 anos, Giacomo morreu e ela enviuvou.
Não muito depois, Ludovica se juntou à Ordem Terceira de São Francisco em San Francesco a Ripa em Rome. Como terceira, Ludovica gastou toda a sua fortuna e sacrificou sua saúde em prol dos pobres. Ela se tornou famosa por seus êxtases religiosos (incluindo casos de levitação) e por seus milagres.
Ludovica morreu de "febre" em 31 de janeiro de 1533, aos sessenta anos. Cento e quarenta anos depois, em 28 de janeiro de 1671, foi beatificada pelo Papa Clemente X. A causa por sua canonização continua pendente.

## Influência
Santa Ludovica é lembrada principalmente pela escultura "Beata Ludovica Albertoni" de Bernini, localizada na Capela Altieri da Igreja de San Francesco a Ripa. A estátua captura a imagem da Beata Ludovica em sua agonia de morte, sofrendo, mas também sob a luz de seus êxtases religiosos enquanto ela aguarda a tão esperada união com Deus.

## Galeria

Escultura de Bernini
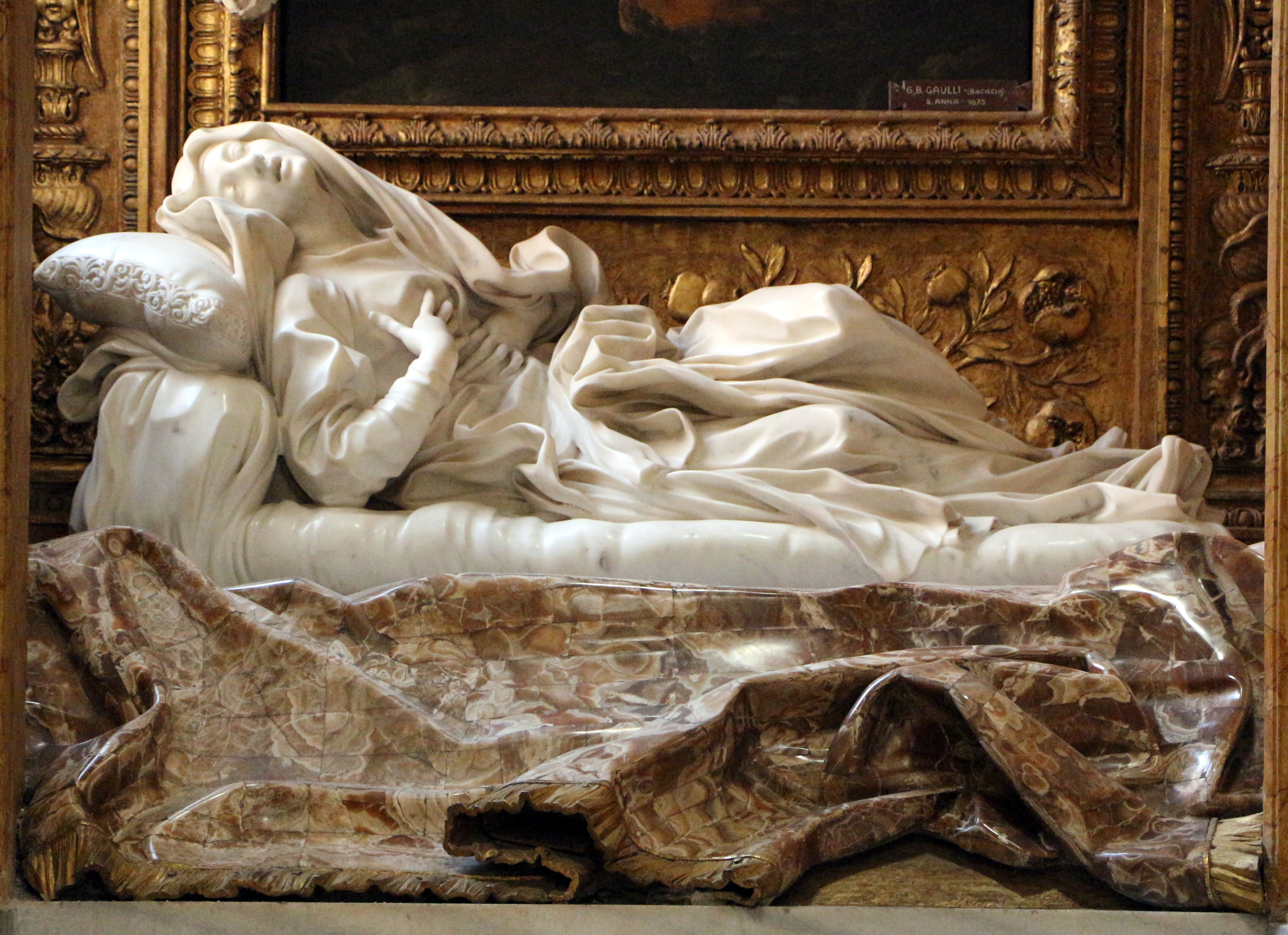
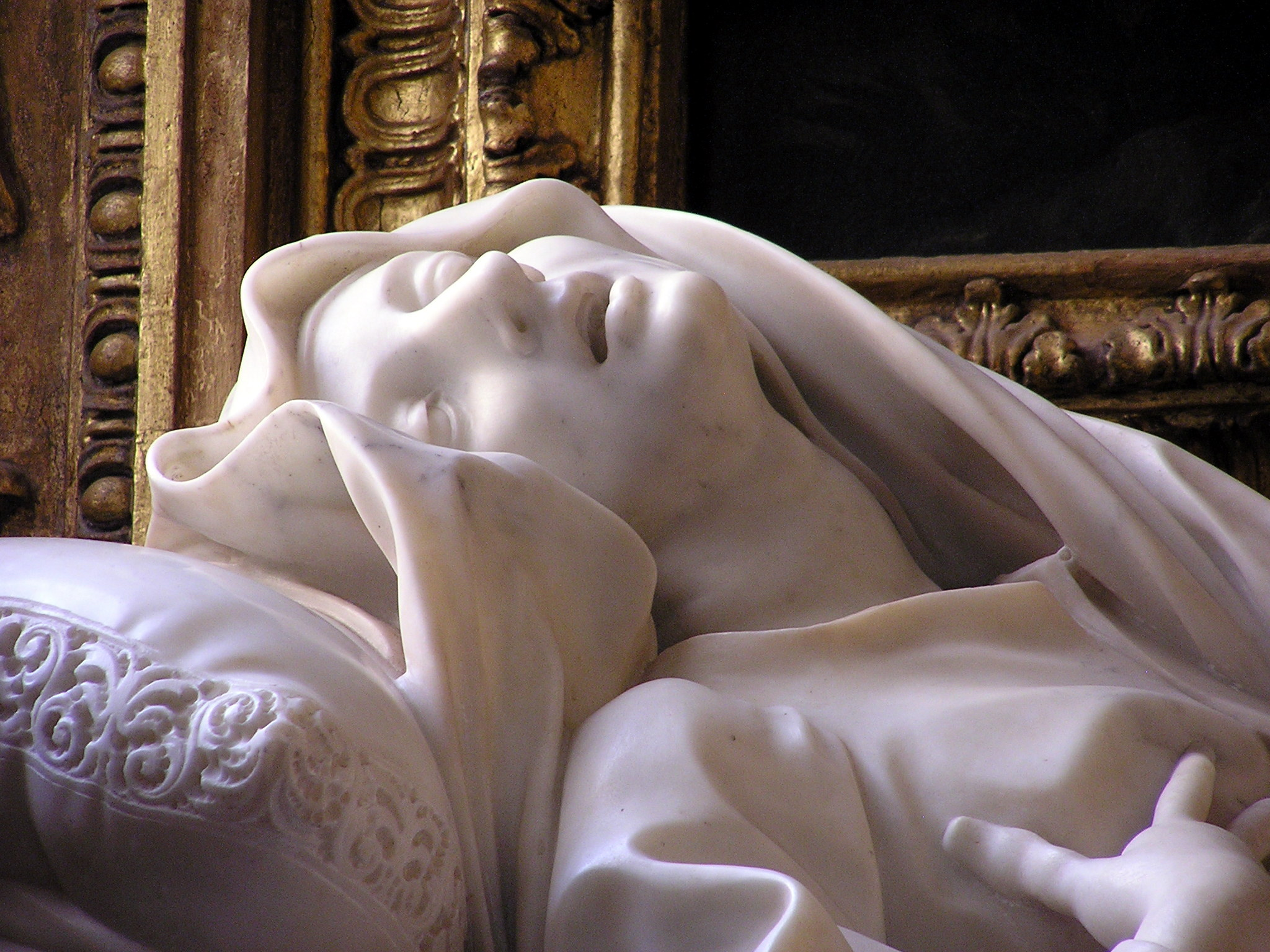